# Зедорф (Берн)
Зедорф (нем. Seedorf BE) — коммуна в Швейцарии, в кантоне Берн.
До 2009 года входила в состав округа Арберг, с 1 января 2010 года входит в округ Зеланд. Население составляет 2947 человек (на 31 декабря 2006 года). Официальный код — 0312.